# Koszmosz–65
A Koszmosz–65 (oroszul: Космос 65) Koszmosz műhold, a szovjet műszeres műhold-sorozat tagja. Kísérleti meteorológiai műhold.

## Küldetés
Feladata a Földről kiinduló sugárzás spektrumának mérése 8-36 mikrométer hullámhossz-tartományban, kétcsatornás, diffrakciós monokromátor segítségével. A monokromátor optikai tengelyét a helyi függőlegesre orientálták. A mérési eredmények meghatározták az ózoneloszlást.

## Jellemzői
A  VNII EM (oroszul: Всесоюзный научно-исследовательский институт электромеханики (ВНИИ ЭМ) филиал) tervezte, építette. Üzemeltetője a moszkvai (Госкомитет СССР по гидрометеорологии) intézet.
1965. április 17-én a Bajkonuri űrrepülőtér indítóállomásról egy Voszhod (8K71) rakétával juttatták Föld körüli, közeli körpályára. Az orbitális egység pályája 89,8 perces, 65 fokos hajlásszögű, elliptikus pálya perigeuma 207 kilométer, apogeuma 319 kilométer volt. Hasznos tömege 4000 kilogramm. Szabványosított, könnyű tudományos-kutató műhold. Áramforrása kémiai, működési ideje maximum 10 nap.
A Koszmosz–44 és Koszmosz–45 műholddal megkezdett programot folytatta. A Föld felső atmoszférája fontos szerepet játszik a felszíni és a műholdas kommunikációban és navigációban, sűrűsége befolyásolja az alacsony Föld körüli pályán (LEO) keringő műholdak élettartamát. A fedélzeten elhelyezett rádióadók által sugárzott jelek fáziskülönbségének méréséből következtetéseket lehet levonni az ionoszféra szerkezetéről. Az éjszakai ionoszféra F-rétege magasságbeli és kiterjedésbeli inhomogenitásainak mérése a 20 MHz-es fedélzeti adó jeleinek fluktuációváltozásaiból történt.
1965. április 25-én 8 nap szolgálat után, földi parancsra belépett a légkörbe és hagyományos – ejtőernyős leereszkedés – módon visszatért a Földre.